# Ranger 2
Ranger 2 byla bezpilotní sonda organizace NASA z USA. Celý projekt programu Ranger byl určen k průzumu Měsíce a okolí, připravila ho Jet Propulsion Laboratory (JPL) v Pasadeně u Los Angeles.

## Start
S pomocí dvoustupňové rakety Atlas-Agena B odstartovala sonda z rampy na kosmodromu
Eastern Test Range na Floridě dne 18. listopadu 1961. V katalogu COSPAR dostala přidělené označení 1961-032A.

## Konstrukce sondy
Váha byla 306 kg. Obsahovala mj.panely slunečních baterií, chemické baterie s výdrží na 9 hodin letu, televizní aparaturu, dvě širokoúhlové a čtyři úzkoúhlé kamery, detektory slunečního a kosmického záření, mkrometeoritů, dozimetr atd.

## Program
Cílem tohoto letu bylo sondu vyzkoušet před vysláním dalších sond programu Ranger už na povrchu Měsíce. Měla měřit na určené dráze kosmické záření, magnetická pole, dopady mikrometeoritů. Měla napravit neúspěch předchozí sondy, vypuštěné před třemi měsíci.

## Průběh letu
Byl úplně stejný, jako u sondy Ranger 1. Start se sice vydařil, ale restart rakety na oběžné dráze, kterým měla být sonda dopravena na dráhu s apogeem 800 000 km, již ne. Proto sonda zůstala na nízké oběžné dráze Země (150–242 km) a po pouhých dvou dnech se dostala do atmosféry, v níž shořela.